# Alissa Andres
Alissa Andres (* 18. April 2002 in Saarlouis) ist eine deutsche Fußballspielerin.

## Karriere

### Vereine
Andres begann in Nalbach im Landkreis Saarlouis bei der SG Nalbach-Piesbach mit dem Fußballspielen. Mit der DJK Saarwellingen und dem 1. SC Roden aus dem Stadtteil von Saarlouis folgten zwei weitere Vereine, bevor sie in die Jugendabteilung des 1. FC Saarbrücken gelangte. Von 2016 bis 2018 kam sie in 15 Punktspielen in der Staffel West/Südwest in der B-Juniorinnen-Bundesliga zum Einsatz. In der Saison 2018/19 spielte sie für den SC Reisbach aus dem gleichnamigen Ortsteil der Gemeinde Saarwellingen. 
Danach spielte sie in der Jugendabteilung des FC Hertha Wiesbach, beginnend ab Saison 2019/20 in der weiblichen B-Jugend abschließend, in der Saison 2020/21, als einziger weiblicher Spieler bei den A-Junioren in der Verbandsliga.
Im Alter von 19 Jahren wurde sie vom SV Elversberg verpflichtet, für den sie in der Saison 2021/22 in 20 von 26 Saisonspielen in der 2. Bundesliga eingesetzt wurde. Ihr Debüt im Seniorinnenbereich gab sie zum Saisonauftakt am 15. August 2021 bei der 0:5-Niederlage im Auswärtsspiel gegen den SV Meppen bis zur 75. Minute. 14 Tage später, am zweiten  Spieltag, erzielte sie beim 1:1-Unentschieden im Heimspiel gegen die SG 99 Andernach mit dem Treffer zur 1:0-Führung in der 16. Minute ihr erstes Tor im Seniorinnenbereich.
Zur Saison 2022/23 wurde sie von Bundesligisten MSV Duisburg verpflichtet. Ihr Bundesligadebüt gab sie zum Saisonauftakt am 18. September 2022 bei der 0:1-Niederlage im Heimspiel gegen Bayer 04 Leverkusen mit Einwechslung für Dörthe Hoppius in der Nachspielzeit. An den fünf aufeinander folgenden Spieltagen wurde sie ebenfalls eingesetzt; noch vor Beginn des 11. Spieltages am 5. Februar 2023 verließ sie den Verein, der der Auflösung des Vertrages zum Jahresende zugestimmt hatte. Seit dem 19. Januar 2023 gehört sie ein zweites Mal dem in der drittklassigen Regionalliga Südwest spielenden SV Elversberg an.

### Auswahlmannschaft
Andres kam als Spielerin der Auswahlmannschaft des Saarländischen Fußballverbandes in den Altersklassen U14 (2015, 2016), U16 (2017, 2018) und U18 (2018, 2019) in jeweils acht Spielen um den DFB-Länderpokal an der Sportschule Wedau in Duisburg zum Einsatz und erzielte insgesamt sechs Tore.